# Desporto em Angola
O desporto em Angola é praticado em muitas modalidades, actualmente, a modalidade mais popular em Angola é o futebol, seguido do Basquetebol, Andebol e o Hóquei em Patins.

## Eventos multidesportivos
Angola estreou-se nos Jogos Olímpicos na edição de 1980, em Moscovo, na União Soviética. Depois de boicotar os Jogos de Los Angeles, em 1984, o país participou em todas as edições realizadas, sem nunca conquistar uma medalha. 124 atletas já representaram o país em sete desportos. Os desportistas com mais participações são o atleta João N'Tyamba e a nadadora Nádia Cruz. O país nunca esteve em qualquer edição dos Jogos Olímpicos de Inverno.

## Handebol
Angola organizou os campeonatos Africano de Andebol de 1985, 2008 e 2016 , tendo conquistado 12 vezes a medalha de ouro no feminino.

## Basquetebol
O Campeonato Nacional de Basquetebol é a mais importante competição nacional nesta modalidade.
A seleção de Angola é a que acumula maior quantidade de títulos no Afrobasket Masculino, tendo ganho 11 dos últimos 15 campeonatos, além de 3 ouros nos Jogos Pan-Africanos.

## Futebol
A Seleção Angolana de Futebol, conhecida como os Palancas Negras, é a equipe nacional de Angola e é controlada pela Federação Angolana de Futebol. Em 8 de outubro de 2005, Angola classificou-se para a Copa do Mundo pela primeira vez na sua história.
A seleção de Angolana foi conquistou a Copa COSAFA em 1999, 2001 e 2004.
Angola foi sede da Copa das Nações Africanas de 2010.

## Hóquei em patins
O Hóquei em patins é um dos esportes mais populares no país tendo o Campeonato Angolano de Hóquei em Patins e a Taça de Angola como principais competições.
A Seleção Angolana de hóquei em patins é a equipa nacional de Angola, gerida pela Federação Angolana de Hóquei em Patins, que representa Angola nas competições de hóquei em patins organizadas pela FARS, CIRH e pela FIRS.
A Seleção Angolana de Hóquei em Patins é a atual campeã do Campeonato Africano de Hóquei em Patins.
A Melhor classificação de Angola num Mundial, foi um 5º Lugar em 2017. Na cidade de Nainjing, China.